# Thakhek
Thakhek, auch Thahèk, (Lao: ທ່າແຂກ, ALA-LC: Thā Khǣk, Aussprache: [tʰāː kʰɛ̂ːk], Übersetzung: Ort der Gäste) ist eine Stadt in Zentral-Laos mit 38.388 Einwohnern (Stand: 2015).
Sie ist Verwaltungs-Hauptstadt der Provinz Khammuan. Sie liegt am Ufer des Mekong, gegenüber der thailändischen Stadt Nakhon Phanom, mit der sie seit 2011 über die Dritte Thailändisch-Laotische Freundschaftsbrücke verbunden ist. Nach Vientiane sind es 335 Kilometer. Vor der Unabhängigkeit des Landes war sie ein französischer Verwaltungssitz, was in der Altstadt noch erkennbar ist. Einige Villen und mehrere Geschäftshäuser im unverkennbar französischen Kolonialstil sind hier noch heute erhalten. Auch die katholische Kirche unweit östlich der Innenstadt wurde von den Franzosen errichtet.
Thakhek war Endpunkt der 1929 begonnenen, aber nie vollendeten Bahnstrecke Tân Ằp–Thakhet.

## Sehenswürdigkeiten
Touristisch ist Thakhek als Ausgangspunkt für Exkursionen in die Karstlandschaften der Provinz Khammuan interessant. Sehenswert ist unter anderem die bis zu 30 Meter hohe und nur bis zu einem Meter breite Felsformation „Kampaeng Yak“, die wie eine von Menschenhand erbaute gewaltige Mauer aus großen Quadern aussieht und sich über mehrere Kilometer erstreckt. Um ihre Entstehung ranken sich verschiedene Sagen. Eine von ihnen besagt, dass die Mauer von Riesen – genannt „Khon Paet Soek“, was wörtlich „Acht-Ellen-Menschen“ bedeutet – erbaut worden sein soll. Diese Riesen sollen auch die gewaltigen Steingefäße in der Ebene der Tonkrüge angefertigt haben. Ein gut erhaltenes Teilstück der Mauer ist im Dorf Ban Na Gna Vai, sechs Kilometer nördlich von Thakhek, an der Nationalstraße 13 zu sehen.
In der Umgebung Thakheks lohnen ebenfalls mehrere Höhlen einen Besuch. Eine der bekanntesten ist die Höhle Tham Pa Fa, 18 Kilometer östlich der Stadt, in der sich 229 Buddhafiguren – teils aus Bronze, teils aus purem Gold – unterschiedlicher Größe befinden. Die Höhle wurde erst 2004 entdeckt und ist heute ein bedeutender Wallfahrtsort.
Sechs Kilometer südlich der Stadt erhebt sich am Mekong der fast 30 Meter hohe Stupa That Sikhottabong, einer der wichtigsten Wallfahrtsorte in Laos. Er ist vermutlich ebenso alt wie der architektonisch ähnliche That Phanom auf der gegenüberliegenden Seite des Mekong, seine Geschichte geht also mindestens bis ins 10. Jahrhundert zurück, als hier das indisierte Königreich Sikhottabong (Sanskrit Śri Gotapura) bestand. Er wurde im 16. Jahrhundert während der Herrschaft Setthathirats und im 19. Jahrhundert unter König Anouvong renoviert, erweitert und umgestaltet. Seine vergoldete Spitze, von der Form her einer geschlossenen Bananenblüte nachempfunden, ist weithin sichtbar. Jedes Jahr im Februar wird hier ein 3-tägiges Fest gefeiert, das Pilger aus dem ganzen Land anzieht. Auch zu Khao Phansa (in der Regel im Juli) ist er ein wichtiges Pilgerziel.

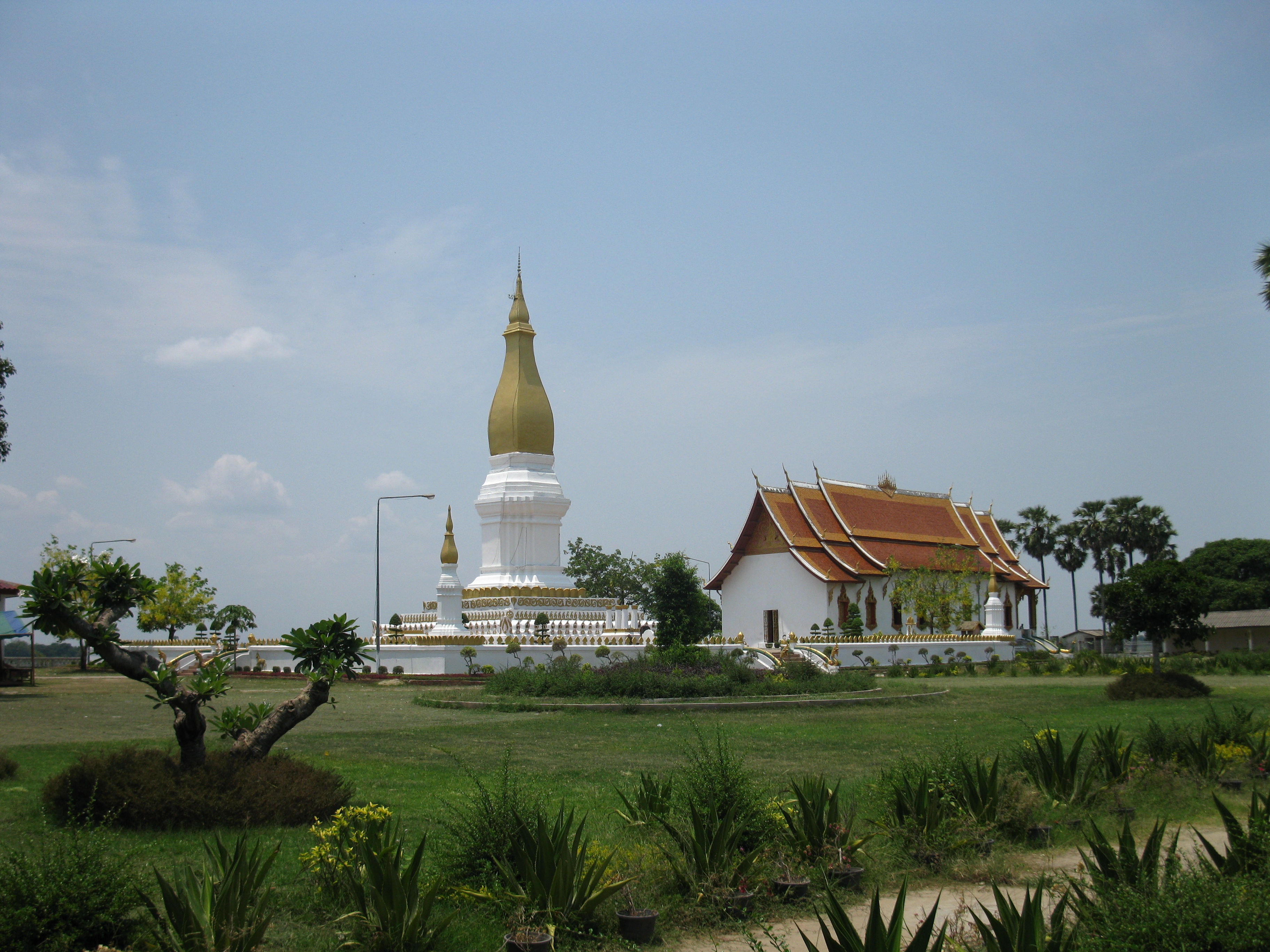
That Sikhottabong
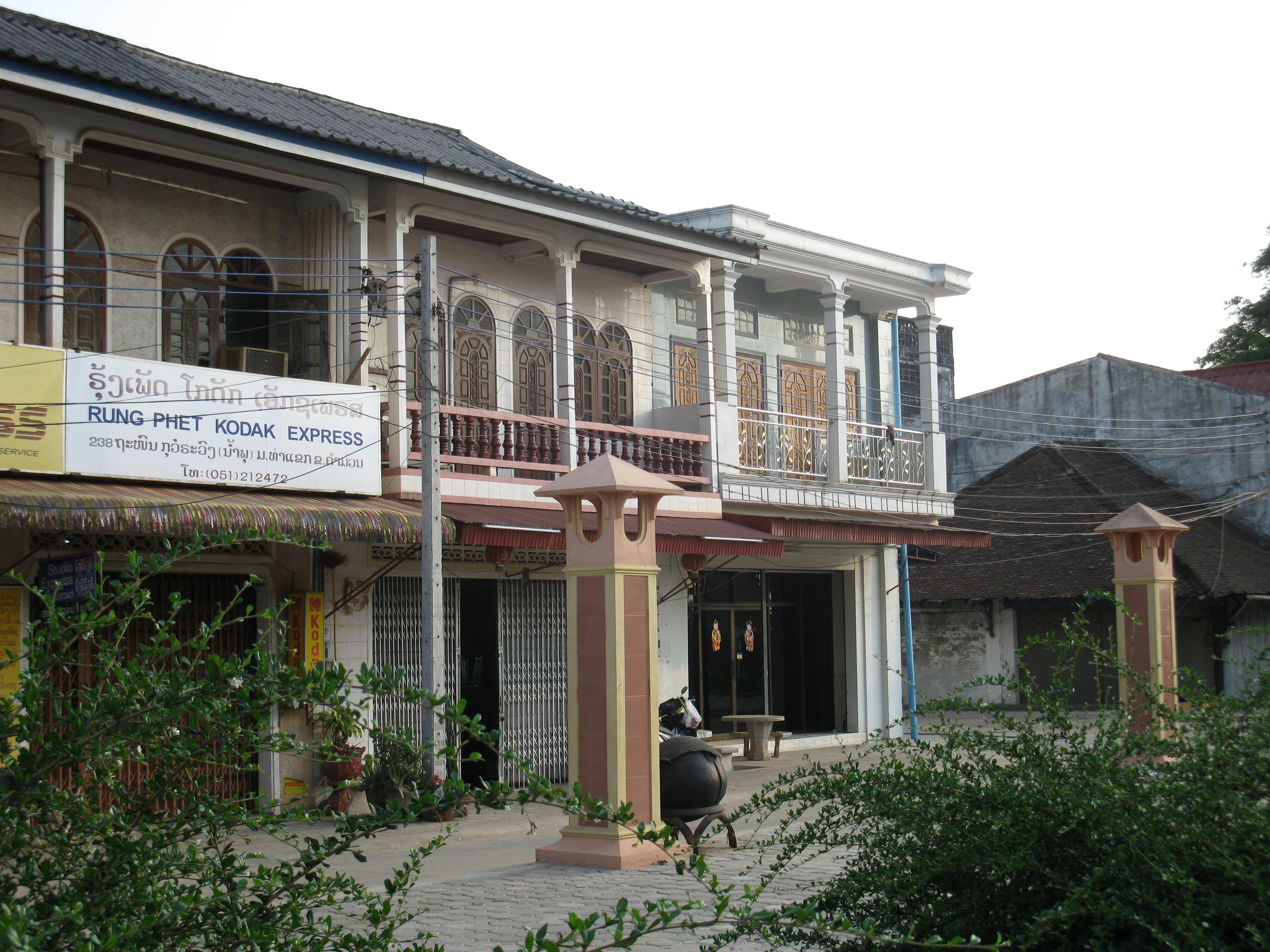
Häuser aus der französischen Kolonialzeit
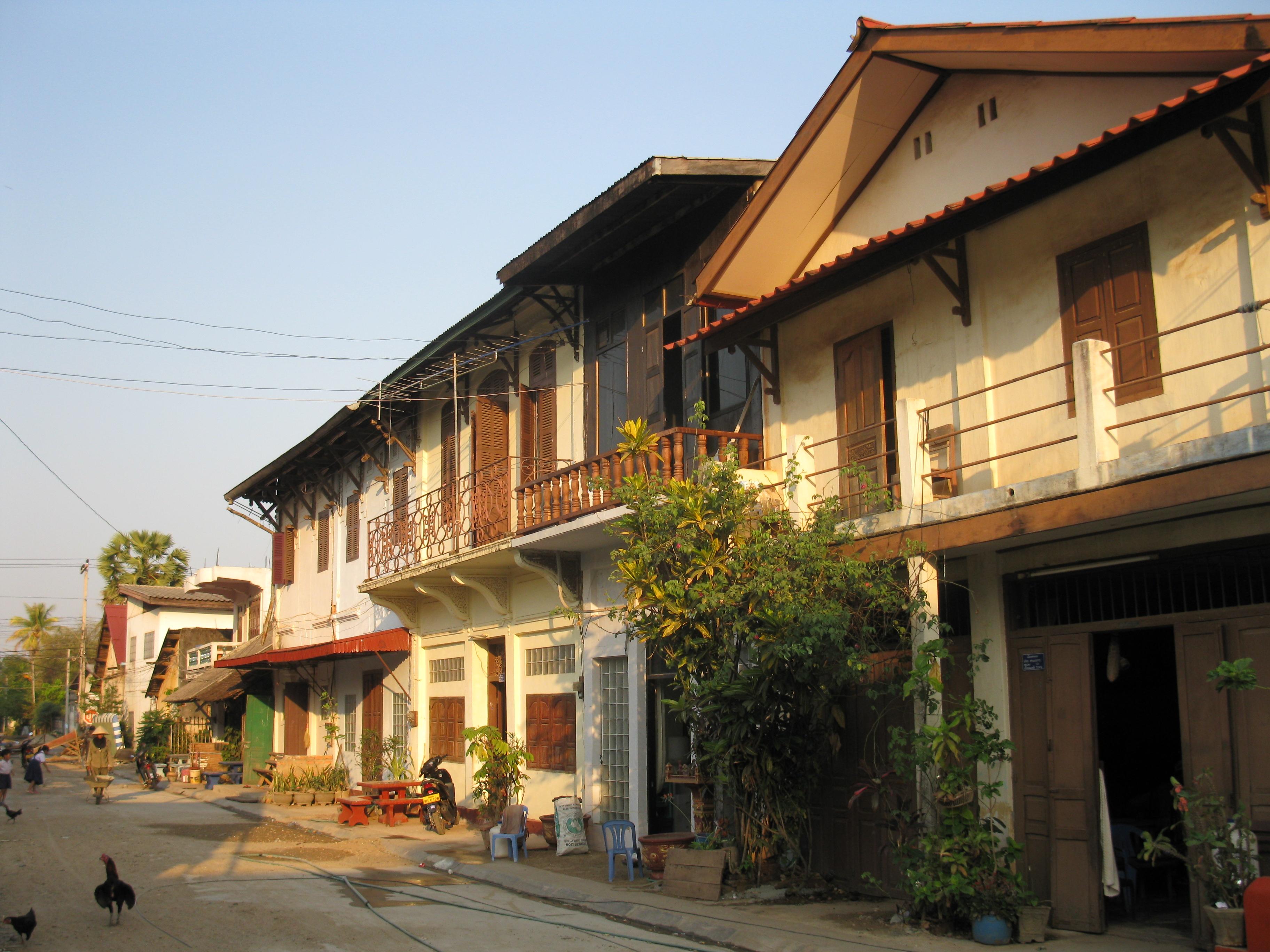
Altstadt
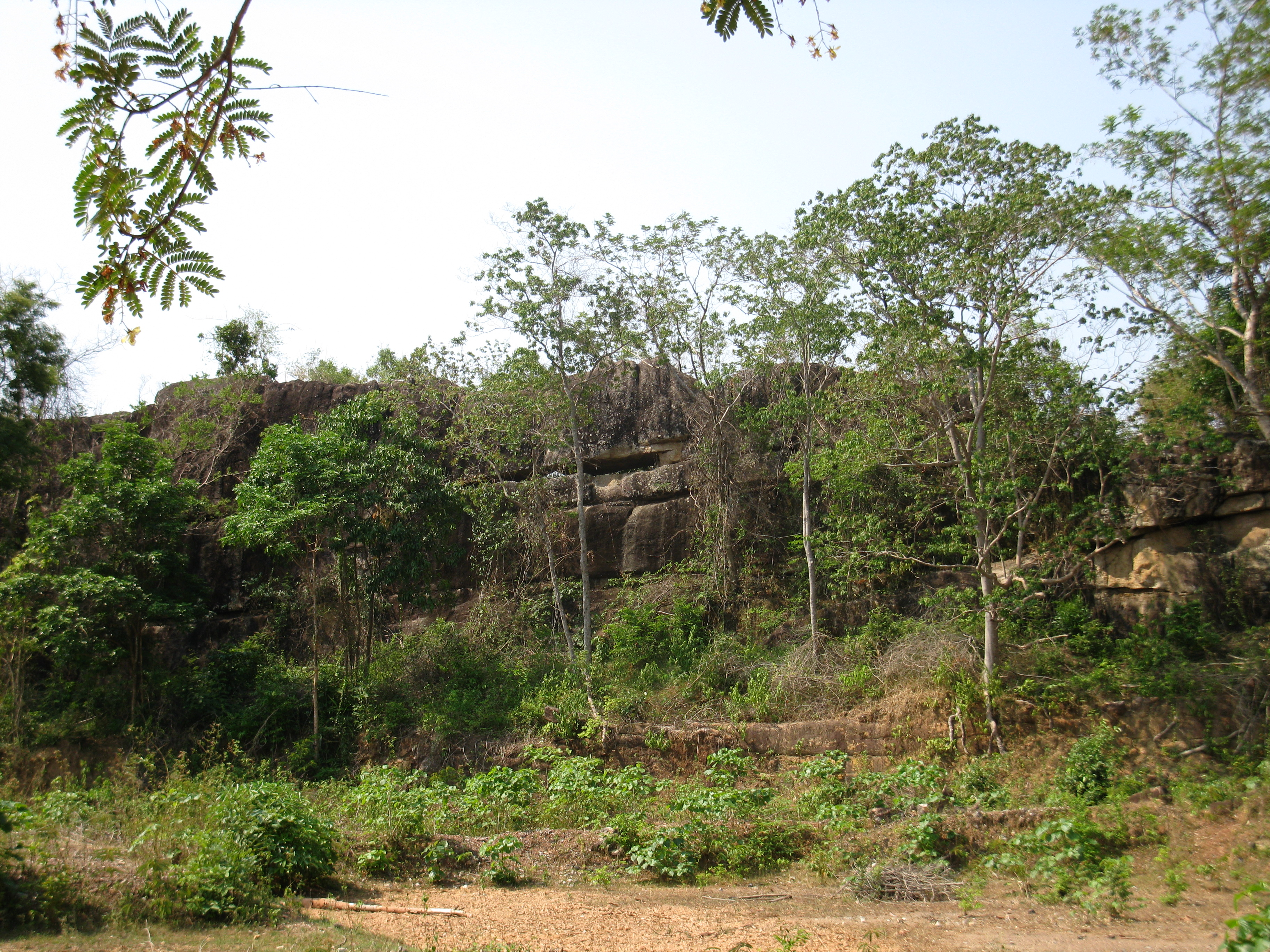
Felsformation „Kampaeng Yak“

## Geschichte
Etwa im 13. Jahrhundert geriet das vermutlich multiethnische, von Dvaravati beeinflusste Śri Gotapura unter die Herrschaft der Lao, die es Müang Kabong oder Sikhottabong nannten. Es war zunächst ein bedeutendes, autonomes Fürstentum, bevor Fa Ngum es nach 1350 seinem Reich Lan Xang einverleibte und die lokalen Herrscher zur Lehnstreue verpflichtete. Es blieb aber auch danach, im 15. und 16. Jahrhundert, eine der wichtigsten Städte Lan Xangs.
Im 17. Jahrhundert verlor Sikhottabong an Bedeutung, während das auf der gegenüberliegenden Seiten des Mekong gegründete Lakhon/Nakhon Phanom seine Rolle als Provinzzentrum übernahm.
Das moderne Thakhek wurde in der französischen Kolonialzeit als Verwaltungszentrum errichtet. Es war überwiegend von Vietnamesen bewohnt, Lao machten um 1940 nur 15 % der Bevölkerung aus. Während des Laotischen Bürgerkriegs wurde Thakhek 1953 von Pathet Lao und Việt Minh eingenommen. Anschließend ging die vietnamesische Bevölkerung zurück und Thakhek wurde eine überwiegend laotische Stadt. Die Einwohnerzahl betrug Anfang der 1990er-Jahre nur 20.000, bis 2005 hatte sie sich bereits mehr als verdoppelt. Durch die Fertigstellung der Dritten Thailändisch-Laotischen Freundschaftsbrücke 2011 im Rahmen des von der Asiatischen Entwicklungsbank koordinierten Entwicklungsprojekts Greater Mekong Subregion hat es seither weiter an Bedeutung gewonnen.

## Söhne und Töchter der Stadt
- Klaus Sallmann (1934–2023), deutscher Klassischer Philologe
- Thavisouk Phrasavath (* 1964), laotisch-US-amerikanischer Dokumentarfilmer und Filmeditor